# One Chance (jogo eletrônico)
One Chance é um jogo independente de navegador desenvolvido por Dean Moynihan e lançado no Newgrounds em dezembro de 2010.
O jogador controla um cientista chamado John Pilgrim, que criou uma "cura" para o câncer, lançada em forma de gás. Este gás começa a causar a extinção da humanidade e de todos os seres vivos, pois acaba atacando células não cancerígenas. O jogador tem seis dias para criar uma cura para o gás, com vários finais sendo possíveis, dependendo da escolha do usuário durante o período.

## Significado do título
O nome do jogo refere-se à incapacidade do jogador de jogá-lo novamente após ter alcançado um certo final; recarregar a página depois do jogo completo trás o jogador de volta para o ponto final que alcançou. No entanto, isso pode ser contornado ao jogar o jogo em outro website ou limpando os cookies do navegador. Moynihan desencoraja essas ações e sente que elas diminuem o impacto do jogo.

## Enredo
O jogador assume o papel do Dr. John Pilgrim, que tem uma esposa chamada Penny e uma filha chamada Molly. Pilgrim é o líder de um pequeno grupo de cientistas que descobriram o que parece ser a cura do câncer, nomeada de E48K15. Eles logo percebem que a cura experimental não mata somente as células cancerígenas , mas também todas as células vivas. O vírus é lançado ao ar e o jogador tem seis dias para salvar o planeta.

## Jogabilidade
WhatGamesAre descreve a jogabilidade do jogo como a de "um simples Jogo de aventura no qual você pode se locomover, conversar com as pessoas e abrir portas. Todo dia o jogo muda o cenário um pouquinho e reforça a mensagem de quanto tempo falta. No fim... os resultados são ásperos e perturbadores." Há múltiplos finais e alguns críticos pediram aos leitores que compartilhassem suas próprias experiências de como escolheram passar seus últimos seis dias na Terra antes de o fim de toda a vida.